# Михаљ Биро
Михаљ Биро (мађ. Bíró Mihály; Будимпешта, 27. септембар 1919 — Будимпешта, јун 1970) је био мађарски фудбалер, који је играо на позицијама нападача, био је члан репрезентације Мађарске на Светском првенству 1938. године. Међутим, никада није одииграо ниједну званичну утакмицу за репрезентацију. Играо је за Ференцварош ТК.

## Каријера

### Клуб
Био је играч Ференцвароша између 1937. и 1940. године. Са Ференцварошем је био двоструки шампион Мађарске, једнократни освајач Купа Централне Европе. За Ференцварош је наступио на укупно 40 мечева (26 лигашких, 13 међународних, 1 пријатељску) и постигао 11 голова (7 лигашких и 4 остала).

### Репрезентација
Дана 24. априла 1938. у Бечу је био међу најбољима. Утакмица је првобитно требало да буде званични сусрет Аустрије и Мађарске, али је Аустрија у међувремену припојена Хитлеровој Немачкој, па је меч организован као Беч-Будимпешта, што је резултирало победом Мађара од 5 : 3. Биро је био члан тима који је освојио сребрну медаљу на Светском првенству у Француској 1938. године, али није играо и самим тим није добио медаљу. Није играо ни на једној званичној утакмици репрезентације.

### Као играч
- Светско првенство у фудбалу
  - Освајач сребрне медаље: 1938, Француска
- Мађарско првенство:
  - шампион: 1937/38 , 1939/40,
  - 2.: 1935/36, 1937/38, 1940/41, 1941/42
  - 3.: 1938/39,
- Средњоевропски куп (КК)
  - победник: 1937